# Шлюзне
Шлюзне (рос. Шлюзное) — селище Черняховського району, Калінінградської області Росії. Входить до складу Свободненського сільського поселення.
Населення —  3 особи (2015 рік). 

## Населення
| 2002 | 2010 |
| ---- | ---- |
| 17   | ↘3   |